# مایع مغزی-نخاعی

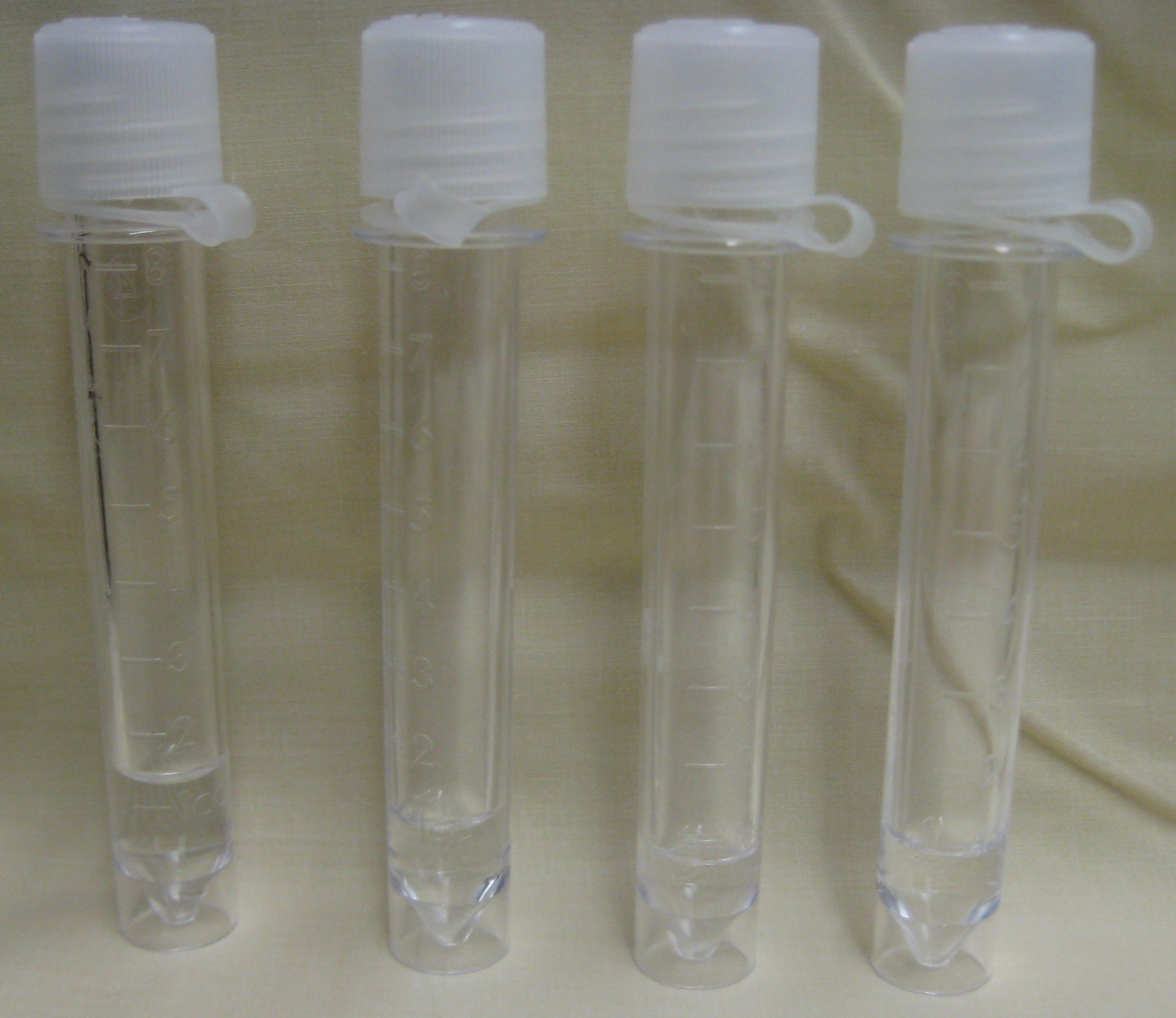
ویال‌های حاوی سی‌اِس‌اِف طبیعی (به رنگ شفاف)

مایع مغزی-نخاعی (به انگلیسی: Cerebrospinal fluid (CSF)) مایع بالنسبه شفافی است که در بافت شامه‌گانی که مغز و نخاع مهره‌داران را احاطه کرده و در بطن‌های مغز یافت می‌شود.
این مایع دارای وزن مخصوص برابر ۱٫۰۰۷ می‌باشد و در شبکهٔ مشیمیه‌ای بطن‌های (ونتریکول‌های) مغزی تولید می‌شود. این مایع، به عنوان یک بالشتک یا بافر برای مغز عمل می‌کند و ارائه حفاظتی اولیه و مکانیکی و نیز ایمونولوژیک برای مغز در داخل جمجمه را فراهم نموده و نیز نقشی حیاتی در سیستم خودتنظیم مغز در جریان خون مغزی را ایفا می‌کند. جرم مخصوص مغز و مایع مغزی-نخاعی تقریباً باهم برابر است (تنها حدود ۴ درصد تفاوت)، به‌طوری‌که مغز به آسانی در مایع شناور است. اعمال هرگونه ضربه خفیف تا متوسط به سر باعث حرکت هم‌زمان کل مغز به همراه جمجمه می‌شود و هیچ قسمت از مغز بر اثر ضربه دچار تغییر شکل لحظه‌ای نمی‌گردد. گزارش‌های آزمایشگاهی مربوط به تجزیه مایع مغزی-نخاعی، معمولاً ارائه دهندهٔ اطلاعاتی در زمینهٔ رنگ، وزن مخصوص، شمارش پروتئین‌ها، شمارش گلبول‌های سفید، گلوکز و الکترولیت‌های دیگر هستند. به علاوه مایع مغزی نخاعی ممکن است از نظر وجود ایمونوگلوبین‌ها یا لاکتات نیز آزمایش شود. مایع مغزی-نخاعی نرمال حاوی تعداد کمی گلبول سفید است و فاقد گلبول قرمز است. حجم این مایع که از رگهای خونی بافت مغز منشأ می‌گیرد بین ۱۵۰–۸۰ میلی لیتر متغیر است. عدم باز جذب این مایع و تجمع آن در بطن‌های مغزی منجر به شرایطی به نام هیدروسفالی می‌گردد که می‌تواند باعث آسیب پارانشیم مغز گردد.

## ساخت، جریان و جذب

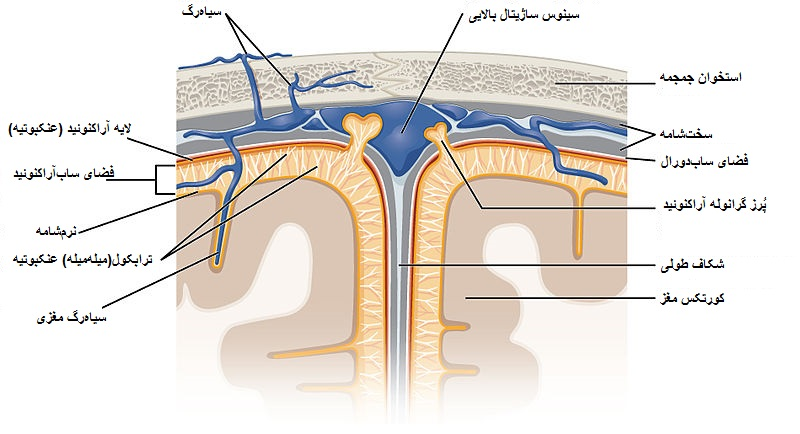
مایع مغزی نخاعی از طریق پرزهای دانه‌ای عنکبوتیه به سینوس سیاهرگی (وریدی) جمجمه وارد می‌شود.

مایع مغزی-نخاعی به میزان روزانه حدود ۵۰۰ میلی لیتر ساخته می‌شود که ۳ تا ۴ برابر حجم کل مایع در تمام دستگاه مایع مغزی-نخاعی است. حدود ۳/۲ یا بیشتر از این مایع از ترشحات شبکه مشیمیه‌ای ۴ بطن منشأ می‌گیرد که عمدتاً مربوط به دو بطن جانبی است. مقادیر کمی مایع هم توسط سطوح اپاندیمی همهٔ بطن‌ها و نیز پرده‌های عنکبوتیه ترشح می‌شود، و مقدار کمی هم از خود مغز و از طریق فضاهای دور عروقی پیرامون عروق گذرنده از مغز می‌آید. مایع مغزی-نخاعی در شبکه مشیمیه‌ای بطن‌های جانبی، سوم و چهارم تولید می‌گردد. سیستم بطنی و فضای ساب آراکنوئید تقریباً حاوی ۱۲۵ تا ۱۵۰ میلی لیتر از این مایع می‌باشند در حالیکه ۱۵ تا ۲۵ میلی لیتر از مایع مغزی-نخاعی در هر بطن جانبی قرار گرفته است. گردش CSF از بطن‌های جانبی شروع شده از طریق سوراخ مونرو وارد بطن سوم و از راه سلویوس به بطن چهارم و سپس از راه دو سوراخ لوشکا و ماژندی وارد فضای زیرعنکبوتیه می‌شود، پس از آن CSF از طریق سینوس‌های سیاهرگی توسط پرزهای عنکبوتی (آراکنوئید) به درون سیاهرگ‌ها بازمی‌گردد. بدین ترتیب مقدار ترشح CSF روزانه حدود سه برابر گنجایش فضای ساب آراکنوئید و بطن‌های مغزی است.
دو بطن جانبی از راه سوراخ بین بطنی یا سوراخ مونرو (foramina of Monro) به داخل بطن سوم باز می‌شوند. بطن‌های سوم و چهارم نیز از طریق مجرای سیلویوس (Aqueduct of Sylvius) به هم راه پیدا می‌کنند. سپس CSF از طریق سوراخ لوشکا (Luschka) و سوراخ ماژندی (Magendie)به داخل فضای عنکبوتیه به گردش در می‌آید. جذب مایع مغزی-نخاعی به داخل جریان خون در سینوس ساژیتال فوقانی از طریق پرزهای عنکبوتیه (arachnoid villi) روی می‌دهد. زمانی که فشار CSF بزرگتر از فشار سیاهرگی باشد، CSF به درون جریان خون وارد خواهد شد. با اینحال پرزهای عنکبوتیه به صورت دریچه‌های یک طرفه عمل می‌کنند. در صورتی که فشار CSF کمتر از فشار سیاهرگی باشد، پرزهای عنکبوتیه اجازه نخواهند داد خون درون سیستم بطنی عبور کند، بنابراین CSF از طریق بطن‌ها به گردش در می‌آید.
مایع ترشح شده در بطن‌های جانبی ابتدا وارد بطن سوم می‌شود و پس از اضافه شدن مقدار کمی مایع از بطن سوم به آن، در طول مجرای سیلویوس تا بطن چهارم پایین می‌رود و در آنجا هم مقدار کمی مایع بدان افزوده می‌شود. در نهایت، مایع از طریق سه سوراخ کوچک یعنی ۲ سوراخ طرفی لوشکا و یک سوراخ وسطی ماژندی، از بطن چهارم خارج و وارد سیسترن ماگنا(magna cisterna) می‌شود که یک فضای بزرگ مایع در پشت بصل النخاع و زیر مخچه است.
سیسترن ماگنا در ادامهٔ فضای زیر عنکبوتیه است که پیرامون کل مغز و نخاع را فراگرفته است. آن‌گاه تقریباً تمام مایع مغزی نخاعی از طریق فضای زیر عنکبوتیهٔ اطراف مخ رو به بالا جریان می‌یابد. در اینجا مایع وارد پرزهای متعدد عنکبوتیه می‌گردد که به داخل سینوس بزرگ سیاهرگی ساژیتال و سایر سینوس‌های سیاهرگی مخ برجسته شده‌اند. سرانجام مایع با گذر از منافذ این پرزها به درون خون سیاهرگی تخلیه می‌شود.
ترشح از شبکه مشیمیه‌ای: شبکه کروئید به صورت نوعی رشد گل کلمی عروق خونی است که با لایه نازکی از سلول‌های اپی تلیال پوشیده شده است. این شبکه به درون شاخ گیجگاهی دو بطن جانبی، قسمت خلفی بطن سوم و سقف بطن چهارم برجسته است. ترشح مایع از شبکه کروئید به درون بطن‌ها عمدتاً به انتقال فعال یون‌های سدیم از سلول‌های اپی تلیال پوشاننده بیرون شبکه وابسته است. یون‌های سدیم مقدار زیادی یون کلر هم به همراه خود می‌کشند، زیرا بار مثبت یون سدیم بار منفی یون کلر را جذب می‌کند. این دو با هم مقدار مواد درون مایع مغزی نخاعی را که از نظر اسمزی فعال اند افزایش می‌دهند و بدین وسیله باعث اسمز تقریباً فوری آب از غشا و در نتیجه تأمین مایع ترشح می‌شوند.
سایر روندهای کم‌اهمیت تر انتقالی، مقدار کمی گلوکز را به درون مایع مغزی نخاعی و یون‌های پتاسیم و بیکربنات را به بیرون از مایع مغزی نخاعی و درون مویرگ‌ها می‌رانند؛ لذا مایع مغزی نخاعی دارای چنین مشخصاتی می‌گردد: فشار اسمزی تقریباً معادل با فشار اسمزی پلاسما؛ غلظت یون سدیم هم تقریباً معادل با پلاسما؛ کلر حدود ۱۵ درصد بیش از پلاسما؛ پتاسیم تقریباً ۴۰ درصد کمتر؛ و گلوکز حدود ۳۰ درصد کمتر.
ترکیب مایع مغزی-نخاعی مشابه دیگر مایعات خارج سلولی (همچون پلاسمای خون) می‌باشد، اما غلظت اجزای تشکیل دهنده در این مایعات با یکدیگر متفاوت است. حجم کل حفرهٔ اشغال شده توسط مغز و نخاع حدود ۱۷۰۰ میلی لیتر است؛ حدود ۱۵۰ میلی لیتر از این حجم در اشغال مایع مغزی نخاعی و بقیه در اشغال مغز و نخاع است. این مایع در بطن‌های مغز و سیسترن‌های پیرامون مغز، و فضای زیر آراکنوئید اطراف مغز و نخاع یافت می‌شود. تمام این حفرات باهم مرتبط هستند و فشار مایع به‌طور حیرت‌انگیزی ثابت نگه داشته می‌شود. مایع مغزی-نخاعی تقریباً حاوی ۰٫۳ درصد پروتئین‌های پلاسما، یا حدود ۱۵ تا ۴۰ mg/dl، می‌باشد که بستگی به محل نمونه‌گیری دارد. فشار CSF در نوزادان در محدودهٔ ۸۰ تا ۱۰۰ میلی‌متر آب (۷۸۰–۹۸۰ پاسکال یا ۴٫۴–۷٫۳ میلی‌متر جیوه) و در کودکان و افراد بزرگسال زیر ۲۰۰ میلی‌متر آب (۱٫۹۴ پاسکال) می‌باشد و بیشترین تغییرات را در هنگام عطسه زدن یا فشردگی داخلی سیاهرگ‌های وداجی (وریدهای ژوگولار) در گردن دارا است. تولید کلی مایع مغزی-نخاعی حدود ۴۰۰–۵۰۰ میلی‌لیتر (حدود ۰٫۳۶ میلی لیتر در دقیقه) در روز می‌باشد. تفاوت‌های کمی در توزیع شمار پروتئین‌ها در CSF وجود دارد. به‌طور کلی، پروتئین‌های گلبولی و آلبومین کمتری در CSF بطنی در مقایسه با مایع لومبار یا سیسترنی وجود دارند.

## محل‌های تولید
۱- حدود ۵۰ تا ۸۰ درصد مایع مغزی نخاعی در شبکیه مشیمیه‌ای (choroid plexus) در دیواره بطن‌های جانبی و در سقف بطن سوم و بطن‌های جانبی تولید می‌شود.
۲- منابع خارج شبکه‌های مشیمیه‌ای نیز وجود دارد که عبارتند از:
-حدود ۳۰ درصد از مایع مغزی-نخاعی ممکن است از سطح اپندیمال مغز تولید شود.
-مقداری از این مایع توسط مایع بین سلولی در ماده سفید مغز تولید می‌شود.
-مقادیر بسیار جزئی هم توسط فضای زیر عنکبوتیه نخاع تولید می‌شود. این موضوع مورد تردید می‌باشد.

## مسیر گردش
بطن‌های جانبی-بطن سوم-مجرای اپندیمال نخاع-بطن انتهائی نخاع-سوراخ‌های ماژندی و لوشکا در سقف بطن چهارم-فضای زیرعنکبوتیه مغز و نخاع-در قسمت فوقانی فضای زیر عنکبوتیه پرزهای عنکبوتیه که وارد سینوس‌های سیاهرگی (سینوس ساژیتال) می‌شوند مایع را به داخل خون سیاهرگی تخلیه می‌کنند. مایع مغزی-نخاعی حدود ۱۵۰ میلی لیتر درون بطن‌ها، سیسترن‌ها، و فضای زیر عنکبوتیه اطراف مغز و نخاع را پر می‌کند. این مایع پیوسته در حال گردش و جریان بوده و تقریباً ۵۰۰ میلی لیتر از این مایع روزانه تولید می‌گردد. بیشتر آن مستقیماً از رگ‌های خونی شبکهٔ مشیمیه‌ای ترشح شده با اینحال حدود یک سوم آن از عروق نرم شامه و سطوح اپندیمال بطن‌ها و غشاهای عنکبوتیه ترشح می‌گردد. سطوح اپندیمال اشاره به غشای اپی تلیال نازک پوشانندهٔ مغز و کانال نخاعی دارد.

## جذب
جذب مایع مغزی نخاعی از طریق پرزهای عنکبوتیه:
پرزهای عنکبوتیه تو رفتگی‌های میکروسکوپی و انگشتانه‌ای پرده عنکبوتیه در جدار سینوس‌های سیاهرگی هستند که به درون آن‌ها برجسته شده‌اند. کلافه‌های درهم پیچیده این پرزها به صورت ساختمان‌هایی ماکروسکوپی موسوم به دانه‌های عنکبوتیه (arachnoid granulations) هستند که می‌توان برجسته شدن آن‌ها به درون سینوس‌ها را دید. با میکروسکوپ الکترونی دیده‌اند که سلول‌های اندوتلیال پوشاننده پرزها دارای مجاری بزرگ وزیکولی هستند که مستقیماً از جسم سلولی می‌گذرند. این مجاری به حدی بزرگ هستند که امکان عبور نسبتاً آزاد (۱) مایع مغزی نخاعی، (۲) مولکول‌های محلول پروتئینی و حتی (۳) ذراتی به بزرگی گلبول‌های قرمز و سفید را به درون خون سیاهرگی فراهم می‌کنند.
1. اولین محل جذب مایع مغزی-نخاعی پرزهای عنکبوتیه می‌باشد. پرزهای عنکبوتیه مایع مغزی-نخاعی را از فضای زیر عنکبوتیه به داخل سینوس‌های سخت شامه‌ای اصلی منتقل می‌کنند. پرزهای عنکوتیه توسط یک لایه اندوتلیوم حاوی اتصالات محکم پوشیده می‌شوند. این پرزها به داخل سینوس‌های سیاهرگی مجاور خود برآمده می‌شوند. دو نظریه در مورد نحوه انتقال مایع مغزی-نخاعی از طریق پرزها وجود دارد: نظریه اول معتقد است که در پرزها کانال‌هایی وجود دارد که حاوی دریچه‌های یک طرفه‌کننده می‌باشند و نظریه دوم وجود کانال‌ها را رد کرده و معتقد است مولکول‌های مایع مغزی-نخاعی از طریق فرایند انتقال فعال از طریق سلول‌های اندوتلیوم پرزها انتقال می‌یابند.
2. گرچه مغز دارای عروق لنفاوی واقعی نمی‌باشد اما دارای مجاری شبه لنفاوی می‌باشند که در اطراف اعصاب مغزی و عروق خونی مغزی دیده می‌شوند. مقداری از مایع مغزی نخاعی از طریق این مجاری شبه لنفاوی (لنفاوی دروغین) جذب می‌شوند. مقداری از مایع مغزی-نخاعی به داخل مخاط سینوس‌های فوقانی بینی و مخاط بینی و غلاف ریشه اعصاب مغزی و گره‌های لنفاوی گردنی کشیده می‌شوند. انسداد این عروق لنفاوی می‌تواند باعث ایجاد احتقان در بینی و تورم دور حدقه چشم گردد. مقدار مایع مغزی-نخاعی جذب شده در مجاری لنفاوی مشخص نمی‌باشد.
3. شبکه‌های مشیمیه‌ای: احتمالاً یک دهم تولید خود را بازجذب می‌کنند.

## وظایف مایع مغزی-نخاعی
۱-محافظت: مایع مغزی-نخاعی از مغز در برابر آسیب توسط عمل ضربه‌گیری (buffering) محافظت می‌کند. در مواقع خاص همچون تصادفات رانندگی یا سوانح ورزشی، CSF قادر به محافظت مغز از تماس اجباری مغز با محفظه جمجمه نمی‌باشد که باعث ایجاد خونریزی، آسیب مغزی، و گاهی مواقع مرگ می‌شود.
۲- شناوری: وزن واقعی مغز انسان حدود ۱۴۰۰ گرم است، اما وزن خالص مغز غوطه‌ور در مایع مغزی-نخاعی حدوداً ۵۰ یا ۲۵ گرم می‌باشد؛ بنابراین مغز در شناوری (بویانسی) خنثی قرار دارد که به مغز این امکان را می‌دهد تا چگالی خود را بدون آسیب دیدگی ثابت نگه دارد.
1. دفع مواد زائد و پایداری شیمیایی: جریان یک طرفه از مایع مغزی-نخاعی به خون باعث دور نمودن بالقوهٔ متابولیت‌های زیان آور، داروها و دیگر مواد از مغز و دستگاه عصبی مرکزی از طریق سد خونی-مغزی می‌شود. این امکان تنظیم هموستاتیک توزیع فاکتورهای نورواندوکرین را می‌دهد، تغییرات جزئی می‌توانند باعث ایجاد مشکلات یا آسیب به سیستم عصبی شود. برای نمونه، غلظت بالای گلیسین در کنترل دما و فشار خون اختلال ایجاد می‌نماید و pH بالای مایع مغزی-نخاعی باعث سرگیجه و سنکوب می‌گردد.
2. محیط اندوکرین برای مغز: یکی از وظایف CSF انتقال هورمون‌ها به دیگر نواحی مغز است. هورمون‌های آزاد شده به درون مایع مغزی-نخاعی می‌توانند به محل‌های دور از مغز جابجا شوند که در آنجا می‌توانند عمل نمایند.
3. پیشگیری از ایسکمی مغزی: پیشگیری از ایسکمی مغزی با کاهش مقدار CSF در فضای محدود داخل جمجمه صورت می‌گیرد. این کار فشار داخل جمجمه‌ای کل را کاهش داده و پرفیوژن مغزی را تسهیل می‌نماید.

## فشار مایع مغزی نخاعی
فشار طبیعی دستگاه مایع مغزی نخاعی در وضعیت افقی درازکش به‌طور متوسط ۱۳۰ میلی‌متر آب(۱۰ میلی‌متر جیوه) است. گرچه این مقدار حتی در اشخاص سالم طبیعی ممکن است تا حداقل ۶۵ میلی‌متر آب یا حداکثر ۱۹۵ میلی‌متر آب برسد.

## فشار
تنظیم فشار مایع مغزی نخاعی توسط پرزهای عنکبوتیه:
سرعت طبیعی ساخت مایع مغزی نخاعی تقریباً ثابت است. به‌طوری‌که تغییرات ساخت مایع به ندرت عاملی برای کنترل فشار مایع است. در مقابل، عملکرد پرزها شبیه دریچه‌هایی است که به مایع و محتویات آن اجازه عبور آسان به درون خون سینوس‌های سیاهرگی را می‌دهند و در عین حال مانع از جریان برگشتی در جهت عکس می‌شوند. در حالت طبیعی این عمل دریچه‌ای پرزها اجازه می‌دهد زمانی که فشار مایع مغزی نخاعی به حدود ۱٫۵ میلی‌متر جیوه بالاتر از فشار خون سینوس‌های سیاهرگی رسید، مایع شروع به جریان به درون خون کند. از آن پس هرچه فشار مایع مغزی نخاعی بالاتر رود، دریچه‌ها بازتر می‌شوند، به‌طوری‌که در شرایط طبیعی فشار مایع مغزی نخاعی تقریباً هیچگاه بیش از چند میلی‌متر جیوه بالاتر از فشار سینوس‌های سیاهرگی مغز نیست. در مقابل گاهی اوقات در حالات بیماری، پرزها بر اثر ذرات بزرگ، فیبروز، یا حتی سلول‌های خونی زائد که در بیماری‌های مغزی به درون مایع مغزی نخاعی نشت کرده‌اند، مسدود می‌شوند.
فشار مایع مغزی نخاعی در بیماری‌های پاتولوژیکی مغز:
اغلب یک تومور بزرگ مغزی با کاستن از باز جذب مایع مغزی نخاعی به درون خون، فشار مایع مغزی نخاعی را بالا می‌برد. در نتیجه فشار مایع مغزی نخاعی زیر چادرینه می‌تواند تا ۵۰۰ میلی‌متر آب(۳۷ میلی‌متر جیوه) یا حدود چهار برابر حالت معمول بالا برود.
در صورت وقوع خون‌ریزی (هموراژ) یا عفونت در حفره جمجمه(cranial vault) نیز فشار مایع مغزی نخاعی به مقدار چشمگیری بالا می‌رود. در هر دو حالت فوق، به صورت ناگهانی تعداد زیادی گلبول‌های قرمز یا سفید خون در مایع مغزی نخاعی ظاهر می‌شوند که می‌توانند سبب انسداد خطرناک کانال‌های ریز جذبی در پرزهای عنکبوتیه گردند. این حالت گاهی اوقات فشار مایع مغزی نخاعی را به ۴۰۰ یا ۶۰۰ میلی‌متر آب (حدود ۴ برابر حالت نرمال) می‌رساند.
برخی از کودکان با فشار زیاد مایع مغزی نخاعی متولد می‌شوند. این امر اغلب ناشی از مقاومت بالای غیرطبیعی نسبت به باز جذب از طریق پرزهای عنکبوتیه است که بر اثر خیلی کم بودن تعداد پرزها یا به واسطهٔ غیرعادی بودن خصوصیات جذبی پرزها ایجاد می‌شود.

### سنجش فشار
مایع مغزی-نخاعی را می‌توان برای تشخیص انواع بیماری‌های نورولوژیکی مورد آزمایش قرار داد. این مایع معمولاً توسط روشی موسوم به پونکسیون کمری (lumbar puncture) یا گرفتن مایع مغزی-نخاعی بدست می‌آید. گرفتن مایع مغزی-نخاعی یا پونکسیون کمری(LP) جزء بررسی‌هایی است که پزشکان در زمان مشکوک شدن به عفونت پرده‌های مغزی (مانند مننژیت) یا التهاب مغز آن را انجام می‌دهند. گاهی اوقات نیز برای تشخیص سایر بیماری‌های مغزی از جمله خونریزی‌های خاص مغزی و بیماری‌های التهابی انجام می‌شود. در برخی اوقات از این روش برای تزریق برخی داروها به فضاهای دور مغز و نخاع نیز استفاده می‌شود. انجام LP یا گرفتن مایع مغزی-نخاعی در هر نوزاد شیرخوار یا کودکی که مشکوک به عفونت مغزی یا پرده‌های مغز باشد اقدامی بسیار ضروری و فوری است که نباید به تأخیر انداخته شود به عنوان مثال کلیه شیرخوارانی که با تب و تشنج مراجعه می‌کنند یا علائمی مانند از دست رفتن هوشیاری، ضعف ناگهانی عضلات، سفتی گردن دارند، مشکوک به مننژیت یا عفونت و التهاب مغز تلقی می‌شوند.
روش معمول اندازه‌گیری فشار مایع مغزی نخاعی ساده است: ابتدا شخص دقیقاً به حالت افقی بر یک پهلو می‌خوابد، به‌طوری‌که فشار مایع در کانال نخاعی با فشار درون حفره جمجمه برابر شود. فرد را ممکن است به پهلو خوابانده یا به حالت نشسته قرار دهند و معمولاً یک نفر دستیار ستون فقرات را خم می‌کند تا فضای بین مهره‌های کمر از پشت باز شود. پس از ضدعفونی کردن و آماده‌سازی محل مورد نظر، سوزن مناسبی را از لابلای دو مهره کمری عبور می‌دهند تا نوک سوزن وارد این فضای اطراف نخاعی شود. در این حالت چند قطره از مایع نخاعی گرفته می‌شود و سپس سوزن خارج شده و محل پانسمان می‌شود.
برای اندازه‌گیری فشار مایع نخاعی سوزن نخاعی را در انتهای تحتانی نخاع وارد کانال نخاع کمری می‌کنند و آن را به یک لوله شیشه‌ای قائم وصل می‌نمایند که بالای آن به هوا راه دارد. اجازه می‌دهند مایع تا هر اندازه که می‌تواند در لوله بالا رود. اگر مایع ۱۳۶ میلی‌متر بالاتر از سطح سوزن برود، می‌گویند فشار آن ۱۳۶ میلی‌متر آب است؛ از تقسیم این رقم بر جرم مخصوص جیوه یعنی ۱۳٫۶، فشاری معادل ۱۰ mmHg به دست می‌آید.
گرفتن مایع مغزی-نخاعی در صورتی که کلیه اصول مربوط به آن رعایت شده باشد اقدامی تقریباً بی‌خطر به حساب می‌آید. شایع‌ترین عارضهٔ آن بروز سردرد است که در بزرگسالان شایع تر از کودکان می‌باشد و با اندکی استراحت نیز بهبود می‌یابد. گرفتن مایع مغزی-نخاعی در حین پونکسیون کمری می‌تواند سردرد شدیدی بعد از گرفتن مایع ایجاد کند، زیرا کشش بر روی رگ‌ها و ریشه‌های عصبی باعث تحریک فیبرهای درد می‌شود. درد را می‌توان با تزریق داخل تراشه‌ای محلول استریل سالین ایزوتونیک کاهش داد. پونکسیون کمری برای شمارش سلول‌ها در مایع و اندازه‌گیری سطوح پروتئین و گلوکز انجام می‌گیرد. این پارامترها به تنهایی ممکن است در تشخیص خون‌ریزی ساب آراکنوئید و عفونت‌های دستگاه عصبی مرکزی (مانند مننژیت) بسیار سودمند و کمک‌کننده باشند.
به علاوه معاینه کشت CSF ممکن است میکروارگانیزم‌هایی را تولید کند که مسبب ایجاد عفونت بوده‌اند. با استفاده از روش‌های پیچیده‌تر، از قبیل شناسایی باندهای الیگوکلونال، می‌توان یک بیماری التهابی مداوم (مانند اسکلروز چندگانه یا ام اس) را شناسایی کرد. سنجش بتا-۲-ترانسفرین بسیار خاص و حساس برای تشخیص، مانند نشت CSF می‌باشد.

## ادم پاپی
فشار زیاد مایع مغزی نخاعی موجب ادم دیسک بینایی می‌شود.
از لحاظ آناتومیکی، سخت شامهٔ مغز به صورت غلافی در اطراف و برگرد عصب بینایی امتداد می‌یابد و سپس به صلبیه (اسکلرای) چشم متصل می‌شود. در صورتی که فشار درون سیستم مایع مغزی نخاعی بالا برود، فشار درون غلاف عصب بینایی هم بالا می‌رود. سرخرگ و سیاهرگ شبکیه چند میلی‌متر در پشت چشم به درون این غلاف نفوذ می‌کنند و سپس به همراه عصب بینایی وارد چشم می‌شوند؛ بنابراین (۱) فشار زیاد مایع مغزی نخاعی ابتدا مایع را به درون غلاف عصب بینایی و سپس در طول فضاهای بین فیبرهای عصب بینایی به درون کره چشم می‌راند، (۲) این فشار زیاد باعث کاهش جریان خروجی مایع در اعصاب بینایی و در نتیجه باعث تجمع مایع اضافی در دیسک بینایی مرکز شبکیه می‌گردد، (۳) فشار درون غلاف همچنین مانع از جریان خون در سیاهرگ شبکیه می‌شود و بدین وسیله فشار مویرگ‌های شبکیه را در تمام چشم افزایش می‌دهد که حاصل آن ادم بیشتر شبکیه است.
بافت‌های دیسک بینایی بسیار راحت‌تر بافت‌های بقیه شبکیه متسع می‌شوند، به‌طوری‌که دیسک بسیار بیشتر از بقیه شبکیه متورم می‌شود و به درون حفرهٔ چشم برجسته می‌گردد. به تورم دیسک که با افتالموسکپ قابل مشاهده است ادم پاپی (papilledema) می‌گویند. متخصصان اعصاب می‌توانند با ارزیابی میزان برجستگی دیسک بینایی به درون کرهٔ چشم، فشار مایع مغزی نخاعی را تخمین بزنند.

## جریان خون مغزی
مغز قادر به ذخیره مواد غذایی نمی‌باشد و به‌طور مداوم به اکسیژن نیاز دارد. این نیاز مغز با جریان خون مغزی تأمین می‌شود. مغز تقریباً ۱۵ درصد از برون ده قلبی یا ۷۵۰ میلی لیتر خون در هر دقیقه دریافت می‌کند. مسیر خون مغزی منحصر به فرد می‌باشد زیرا جریان آن مخالف نیروی گراویتی است؛ سرخرگ‌های آن از زیر و سیاهرگ‌های آن از بالا تخلیه می‌شوند. در مقایسه با دیگر اندام‌ها که ممکن است کاهش در جریان خون را بخاطر گردش دوشادوش و نزدیک به هم کافی خود تحمل نمایند، مغز فاقد جریان خونی دوشادوش و موازی است و زمانی که جریان خون حتی برای دوره کوتاه زمانی مسدود شود ممکن است به آسیب بافت غیرقابل برگشت منجر گردد.
جریان خون مغزی (CBF) از چندین جنبه منحصر به فرد می‌باشد. نخست آن که جریان خون سرخرگ‌ها و سیاهرگ‌های آن مشابه با دیگر اندام‌های بدن نمی‌باشد که می‌توان علت را تا حدی به نقش دستگاه سیاهرگی در جذب مایع مغزی نخاعی مرتبط دانست. دوم آنکه مغز می‌تواند از طریق حلقهٔ ویلیس جریان خون کمی دریافت کند و در نتیجه با تغییر جهت جریان، خون را به مناطق نیازمند خون برساند. سوم آنکه، عروق خونی در مغز به جای سه لایه دارای دو لایه هستند و همین امر باعث می‌شود که تحت شرایط فشار یا در صورت ضعیف شدن لایه‌ها، عروق بیشتر مستعد پارگی باشند.

## سد خونی-مغزی
غلظت چند جزء مهم مایع مغزی نخاعی دقیقاً با غلظت آن‌ها در مایع خارج سلولی سایر قسمت‌های بدن یکسان نیست. به علاوه، بسیاری از مولکول‌های درشت به مقدار ناچیزی از خون وارد مایع مغزی نخاعی یا مایعات میان بافتی مغز می‌شوند، در حالیکه همین مواد به آسانی وارد مایعات معمول میان بافتی بدن می‌گردند؛ بنابراین گفته می‌شود که سدهایی به نام سد خونی-مایع مغزی نخاعی (blood–cerebrospinal fluid barrier) و سد خونی-مغزی (blood-brain barrier) به ترتیب بین خون و مایع مغزی نخاعی، و خون و مایع مغزی وجود دارد. این سدها هم در شبکهٔ مشیمیه‌ای و هم در غشای مویرگ‌های بافتی تقریباً تمام نواحی پارانشیم مغز به جز برخی از نواحی هیپوتالاموس، غدهٔ پینئال(pineal gland)، و ناحیهٔ پوسترما (area postrema) وجود دارند؛ در این قسمت‌ها مواد به آسانی به درون فضاهای بافتی انتشار می‌یابند. سهولت انتشار در این نواحی از آن جهت مهم است که آن‌ها دارای گیرنده‌های حسی پاسخ دهنده به تغییرات مختلف مایعات بدن نظیر تغییرات اسمولالیته و غلظت گلوکز هستند، و نیز گیرنده‌هایی برای هورمون‌های پپتیدی تنظیم‌کنندهٔ تشنگی مانند آنژیوتانسین II. همچنین سد خونی-مغزی دارای مولکول‌های خاص ناقل است که انتقال هورمون‌هایی مانند لپتین را از خون به هیپوتالاموس تسهیل می‌کنند؛ در آنجا هورمون‌ها به گیرنده‌های خاص کنترل‌کنندهٔ اعمال دیگر نظیر اشتها و فعالیت دستگاه عصبی سمپاتیک متصل می‌شوند.
به‌طور کلی سدهای خونی-مایع مغزی نخاعی و خونی-مغزی نفوذپذیری زیادی نسبت به آب، دی‌اکسید کربن، اکسیژن و بیشتر مواد محلول در چربی نظیر الکل و هوشبرها(anesthetics) دارند؛ نسبت به الکترولیت‌هایی نظیر سدیم، کلر و پتاسیم مختصری نفوذپذیرند؛ و نسبت به پروتئین‌های پلاسما و بیشتر مولکول‌های آلی و درشت نامحلول در چربی تقریباً به کلی نفوذناپذیرند.
بنابراین سدهای خونی-مایع مغزی نخاعی و خونی-مغزی اغلب حصول غلظت‌های مؤثر داروهایی نظیر آنتی‌بادی‌های پروتئینی و داروهای نامحلول در چربی را در مایع مغزی نخاعی یا پارانشیم مغز ناممکن می‌سازند. علت نفوذپذیری کم سدهای خونی-مایع مغزی نخاعی و خونی-مغزی، نحوهٔ اتصال سلول‌های اندوتلیال مویرگ‌های بافت مغز به یکدیگر است. آن‌ها بوسیلهٔ اتصالات محکم به هم متصلند. به عبارت دیگر غشاهای سلول‌های اندوتلیال مجاور بر خلاف بیشتر مویرگ‌های دیگر بدن که منافذ شکافی بازی بین خود دارند، محکم به یکدیگر متصل شده‌اند.
سد خونی-مغزی (BBB) مسئول نگهداری از مایع مغزی-نخاعی و سیال مغزی بوده و اجازه عبور محدود سدیم، کلر و پتاسیم را می‌دهد اما اجازه عبور هیچ پروتئین پلاسما و مولکول آلی را نمی‌دهد. دسترسی بسیاری از مواد موجود در پلاسمای خون (مانند داروها، رنگ‌ها و آنتی‌بیوتیک‌ها) به دستگاه عصبی مرکزی غیرممکن است. بعد از تزریق این مواد به داخل خون، به دلیل وجود سد خونی-مغزی آن‌ها نمی‌توانند به نورون‌های دستگاه عصبی مرکزی دسترسی پیدا کنند. این سد توسط سلول‌های اندوتلیال مویرگ‌های مغز ساخته می‌شود که با به وجود آوردن اتصالات پی در پی و محکم، مانع و سدی در برابر نفوذ ماکرومولکول‌ها و بسیاری ترکیبات دیگر ایجاد می‌نماید. تمامی مواد وارد شده به مایع مغزی-نخاعی بایستی از طریق سلول‌های اندوتلیال مویرگی و آستروسیت‌ها گذشته و توسط آن‌ها پالایش و فیلتر شوند. اغلب در نتیجه تروما، ادم مغزی و هیپوکسمی مغزی، سد خونی-مغزی تغییر می‌کند که باید در انتخاب دارو و درمان اختلالات دستگاه اعصاب مرکزی در نظر گرفته شود.